# 砂糖平準基金
砂糖平準基金是中華民國政府為了穩定台灣糖業公司的經營而依1966年2月10日公布的〈臺灣省砂糖平準基金條例〉（1973年8月30日改為「臺灣地區砂糖平準基金條例」）而設置的基金，而該基金的保管與收付均由台糖辦理，經濟部監督。
當臺灣砂糖外銷售價高於規定的基準價格時，超過部份依相關條例從價提存之，而當外銷實得售價低於保證糖價及包裝費暨直接維銷費用時，則由砂糖平準基金撥付向農民收購糖應付款項的差額。過去該基金一年提存最高達29億多元，累積金與孳息最高為79億8500萬多元，但後來因國際糖價低迷，該基金到1994年10月已經不敷支應收購糖補貼款，故從1995年度起若有砂糖外銷需求時僅以台糖公司自產糖為限，以節省基金的支出。2005年8月30日時該基金尚有9199萬1918.26元。
而該基金除用於補貼收購糖款外，也用來提供蔗農低利貸款，並撥用來補助及獎勵蔗農改善生產技術之用。